# نمش‌بوک
نمش‌بوک (به مجاری:  Nemesbük) یک شهرداری در مجارستان است که در ناحیه کست‌هی واقع شده‌است. نمش‌بوک ۹٫۹۸ کیلومتر مربع مساحت و ۵۹۸ نفر جمعیت دارد.